# Perín
Perín (maďarsky Perény) je část obce Perín-Chym v okrese Košice-okolí v Košickém kraji na Slovensku.
Obec leží asi 22 km jižně od Košic, poblíž maďarských hranic.

## Historie
Obec je poprvé zmíněna v roce 1220 pod názvem "villa Peruen". V různých písemných pramenech v pozdějších letech se objevují další názvy v roce 1295 "villa Perwen", 1316 "Purwen ", 1317 "Peruen ", 1318 "Purun ", 1319 "Peren", 1329 "Pirin".
Perín je prastaré sídlo rodu Perényiů, který sehrálo významnou roli v uherské historii. Prvním známým majitelem byl v době krále Ladislava IV. Kumána v roce 1299 byl Imrich Perényi. V roce 1305 byl Tomáš Perényi povýšen do panského stavu. Od roku 1311 byli majiteli Jan a Mikuláš Perényiové. Od 15. století patřil k panství hradu Veľká Ida.
V roce 1427 bylo v obci 72 domů s asi 400 obyvateli, což ji řadí mezi větší osady. V 1553 však měl jen 24 domů, z nichž 20 patřilo Gabrielovi a 4 Františku Perényiovým.
Na konci 18. století o něm András Vályi píše: „ PERÉNY. Perina. Maďarská vesnice v Abaújské župě, obyvateltvo je katolické, leží půl míle od Enitzke.“
V zeměpisném slovníku Elek Fényes k roku 1851 uvádí: „Perény, maďarská vesnice, v župě Abauj, 5 hodin od Košic na mírně vyvýšeném místě: 908 katolíků, 6 evangelíků, 97 reform., 45 židovských obyvatel. Kathol. farní chrám. Pole jsou na některých místech menší, ale obecně úrodná. - Kral Ondřej II. dal Janu Dobošovi, předkovi rodu Perényiů.“
Podle části Borovszkyho monografického cyklu o župě Abaúj-Torna: „ Perény je sídlem okresního úřadu. Má 149 domů, 1179 maďarských obyvatel a poštu. Jeho telegraf: Hidas-Németi. Řím. kath. kostel byl postaven za vlády krále Matyáše, ale v roce 1746 byl přestavěn. Majitelem půdy byla baronská rodina Meskó. “ 
Až do Trianonské smlouvy náležela obec do Čerehátského okresu v župě Abaúj-Torna, poté se stalo součástí nového československého státu. V letech 1938 až 1945 byla opět na čas součástí Maďarska.
V roce 1948 byla sloučena s obcí Hím (Chym) pod názvem Perín-Chym.

## Obyvatelstvo
V roce 1880 žilo v Perény 1195 maďarských a 31 slovenských rodilých mluvčích.
Nejvyššího počtu obyvatelstva dosáhl Perín v roce 1910, kdy zde žilo 1 241 obyvatel, z toho 1 231 rodilých mluvčích maďarštiny a 7 slovenštiny.
V roce 1921 zde žilo 1013 Maďarů a 34 Čechoslováků, v roce 1930 žilo v Perény 919 Maďarů a 298 Čechoslováků a v roce 1941 1313 Maďarů a 9 Slováků.

## Osobnosti obce
- Perényiové, uherský šlechtický rod z Perína
- István Czeglédi reformovaný pastor
- Konrád Heffler (1850–1920) kněz, učitel